# ウチムラセブン
ウチムラセブン 〜内村と7組の芸人たち!は、TBS系列で2008年1月2日深夜 0:20 - 1:50 (JST) に放送されていたバラエティ特別番組。

## 番組概要
デビュー以来コントを中心とした芸風で活動するお笑い芸人・内村光良（ウッチャンナンチャン）が、7組の後輩芸人たちと組み新作コントを作るオムニバス形式のコントバラエティ。コントの台本は後輩芸人側が作成し、内村はそれぞれから与えられる役柄を演じる。
内村がTBSの本格的なコント番組に出演するのは、ウッチャンナンチャンとして出演した『ギャグ満点』（1989年 - 1990年放送）以来となった。
なお、1990年代前半にフジテレビの『ウッチャンナンチャンのやるならやらねば!』内で放映された特撮パロディドラマ『ウチムラセブン』や、2004年9月に同局で放送された特別番組『ウチムラ7』と同名タイトルだが、内村が出演していること以外、特に関連性はない。

## 出演・コント
（記載は放送順）
- 内村 × ディラン&キャサリン - 『ビバリーヒルズ青年白書』
  - なだぎ武（ザ・プラン9）と友近によるコントユニット「ディラン&キャサリン」とのコラボレーション。客演にヤナギブソン（ザ・プラン9）。
  - ディラン（なだぎ）とキャサリン（友近）が出演する人気テレビドラマの収録現場。そこへオーディションで選ばれたという日本人のアクション俳優、テル（内村）がやって来る。和やかに収録が始まったが、テルは慣れない現場に緊張のあまり･･･。
- 内村 × 柳原可奈子 - 『愛犬家』
  - 本番を直前に控えたニュースキャスター・内山（内村）の楽屋に、いつもと違うメイク担当の女性（柳原）が訪れる。彼女は忙しい内山に構うことなく、独りよがりな愛犬自慢を始める。
- 内村 × おぎやはぎ - 『緊急事態』
  - 臨月の妻が陣痛を訴え、救急車を呼んだ森村（内村）。程なくして救急隊員（おぎやはぎ）がやって来るが、彼らは電話の主が有名俳優の森村であることに気が付き･･･。
- 内村 × アンジャッシュ - 『張り込み』
  - とあるアパートの一室、離婚届を挟んで向かい合う訳ありの夫婦（児嶋一哉ら）。そんな張り詰めた空気の中に、何故か張り込み中の刑事（内村、渡部建）が上がり込んでいる。
- 内村 × バナナマン - 『BOØWDY』
  - 売れないロックバンド「BOØWDY」のメンバー、オサム（設楽統）とテル（内村）がステージを終えて楽屋に戻ってきた。打ち上げに繰り出そうとした2人だったが、もう1人のメンバー・ヒムロック（日村勇紀）が突然2人を呼び止める。
- 内村 × 南海キャンディーズ - 『目指せ！ 北京オリンピック』
  - オリンピックを控える新体操チームの練習風景をレポートしに来たテレビ局のアナウンサー（山ちゃん）。早速チームの監督（内村）にインタビューを始めたところ、監督は期待の大型新人選手（しずちゃん）を紹介する。
- 内村 × フットボールアワー - 『オーディション』
  - テレビバラエティ番組のプロデューサー（後藤輝基）の家に、ちょっと気色の悪いお笑い芸人志望の2人組（内村、岩尾望）が強引に押しかける。「ネタを見てくれ」と言う2人は玄関先で自作のコントを披露し始めるが･･･。

## スタッフ
- 構成: 松井洋介、内村宏幸、藤谷弥生、オークラ、佐藤俊明
- 相談役: 坂本義幸
- ディレクター: 堤俊博、西本誠、前島隆昭、田村恵里
- 演出: 田口健介
- プロデューサー: 安田淳
- チーフプロデューサー: 利根川展
- 制作: TBSテレビ
- 製作著作: TBS